# Château des Hayes (Channay-sur-Lathan)
Le château des Hayes est un château situé à Channay-sur-Lathan (Indre-et-Loire) et inscrit aux monuments historiques le 1 juin 1948.